# Рзаев, Эльнур Шахбаз оглы
Эльнур Шахбаз оглы Рзаев (азерб. Elnur Şahbaz oğlu Rzayev; род. 2 апреля 1980, Ашагы-Шорджа, Варденисский район) — глава исполнительной власти Хачмазского района (с 2019).

## Биография
Родился 2 апреля 1980 года в с. Ашагы-Шорджа Армянской ССР. В 2000 году окончил Азербайджанский государственный экономический университет по специальности «Бизнес-менеджмент». В 2002 году получил степень магистра этого же университета по специальности «Управление производственными системами». 
В 2013 году окончил Академию государственного управления Азербайджана по специальности «Государственное и муниципальное управление».
С мая 2004 по октябрь 2009 года являлся советником отдела Низаминского района г. Гянджа Государственного фонда социальной защиты Азербайджана.
С октября 2009 по август 2013 года являлся директором Центра социальной защиты населения Дашкесанского района.
С августа 2013 по декабрь 2015 года являлся директором Гянджинского регионального центра Службы «ASAN».
С декабря 2015 по октябрь 2019 года являлся первым заместителем главы исполнительной власти г. Гянджа.
Глава исполнительной власти Хачмазского района (с 31 октября 2019).
Член партии «Новый Азербайджан».

## Награды
- Медаль «За отличие на государственной службе» (22 июня 2019)[2]